# Жилинский, Сергей Яковлевич
Сергей Яковлевич Жилинский (9 ноября 1881, Севастополь, Таврическая губерния — 2 марта 1942, Фрунзе) — российский и советский скульптор. Член Ассоциации художников революционной России и Союза художников СССР (1940).

## Биография
Родился 9 ноября 1881 года в Севастополе. Окончил Севастопольское Константиновское реальное училище (1892—1902). С 1906 по 1907 год проходил обучение в Художественной школе декоративного искусства в Париже у С. Канара. Позднее учился в Одесском художественном училище (1908—1913) и Московском училище живописи, ваяния и зодчества у Сергея Волнухина (1913—1915).
Являлся членом Ассоциации художников революционной России, входил в оргкомитет севастопольского отделения в 1920-е годы. С 1940 года — член Союза художников СССР. Занимался преподавательской деятельностью в средних школах (начало 1920-х − 1941), изостудиях ассоциации севастопольских художников (1920-е) и в Доме офицеров флота (1938—1941).
В 1919 году его памятник революционным французским матросам, расстрелянным в Севастополе в 1919 году, был установлен на Большой Морской. Памятник был уничтожен во время Великой Отечественной войны. Жилинский начал участвовать в выставках в 1924 году. Подавал свои проекты для севастопольских памятников Владимиру Ленину (1929) и Петру Шмидту (1935).
Участник выставки, посвященной «20-летию освобождения Крыма от белогвардейцев» в Симферополе (1941).
Скончался 2 марта 1942 года во Фрунзе.

## Работы
- Портрет В. И. Ленина (1924)[1]
- Портреты участников Севастопольского восстания П. П. Шмидта, А. И. Гладкова и С. П. Частника (1926, Военно-исторический музей Черноморского флота)[1]
- Портреты участников восстания на броненосце «Потёмкин» А. Н. Матюшенко и Г. Н. Вакуленчука (1936, Военно-исторический музей Черноморского флота)[1]
- Портрет матроса П. М. Кошки (1940, Военно-исторический музей Черноморского флота)[1]
- Портрет невропатолога А. Е. Щербака (конец 1930-х)[1]
- Композиция «Буревестник» (барельеф, 1938)[1]
- Композиция «Восстание крестьян» (горельеф, 1939)[1]